# 式正英
式 正英（しき まさひで、1927年1月1日 - 2024年9月28日）は、日本の地理学者、お茶の水女子大学名誉教授。
東京府荏原郡入新井町（現東京都大田区）生まれ。1948年第一高等学校理科甲類卒業、1951年東京大学理学部地理学科卒業、1953年同大学院前期課程修了、建設省地図調査部地理部勤務、1959年お茶の水女子大学文教育学部講師となり、1961年助教授、1973年教授。1978年文教育学部長、1992年定年退官、名誉教授となる。2024年9月28日、肺炎のため東京都内の病院で死去。97歳没。
2005年11月瑞宝中綬章受章。

## 著書
- 『自然の博物誌<山>』日本放送出版協会 NHKブックス カラー版 1979
- 『地形地理学』古今書院 地理学基礎講座 1984
- 『風土の地誌』平凡社 1992
- 『風土紀行 地域の特性と地形環境の変化を探る』之潮 フィールド・スタディ文庫 2009

### 共編著
- 『地形の教室』中野尊正共著 古今書院 1963
- 『日本の氷期の諸問題』編著 古今書院 1975
- 辻村太郎『日本地形誌 改版』佐藤久共校訂 古今書院 1984

## 論文
- <式正英